# Przemysław Smolarek

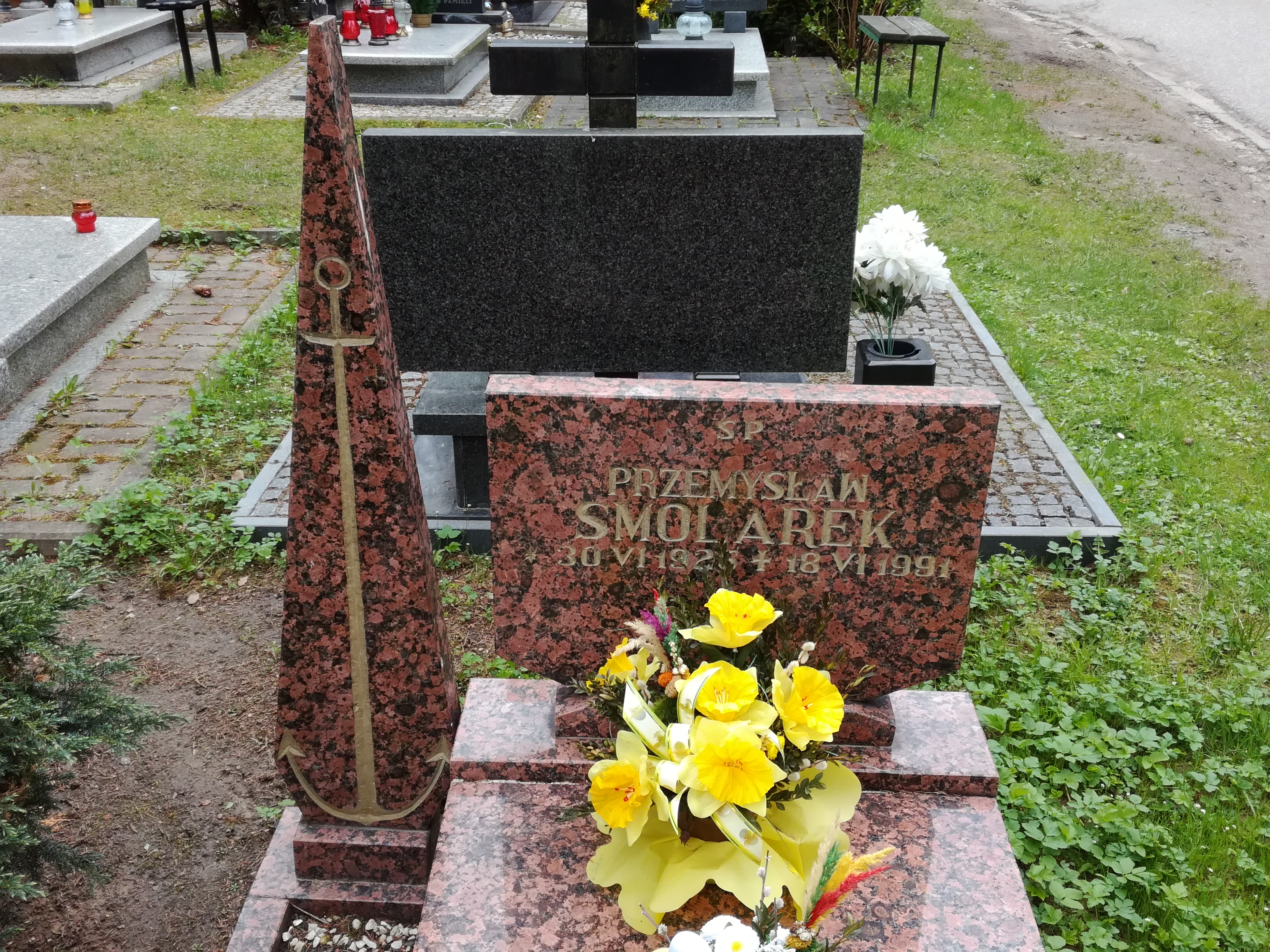
Grób Przemysława Smolarka na Cmentarzu Łostowickim

Przemysław Leon Smolarek (ur. 30 czerwca 1925 w Łodzi, zm. 18 czerwca 1991 w Gdańsku) – polski muzealnik i historyk, działacz „Solidarności” i Ligi Morskiej . Twórca i pierwszy dyrektor Narodowego Muzeum Morskiego w Gdańsku (1962-1991)

## Wczesne lata
Ojciec Przemysława Smolarka, Józef, był nauczycielem w szkole powszechnej. Matką Przemysława była Maria z domu Matyczyńska. W wyniku klęski wrześniowej Józef Smolarek został osadzony w obozie jenieckim, a reszta rodziny w grudniu 1939 trafiła do obozu przesiedleńczego w Radogoszczu, a następnie przesiedlona do Krakowa. Tam Przemysław Smolarek uczęszczał na tajne komplety. W tej formie zdał maturę i rozpoczął studia historyczne na Uniwersytecie Jagiellońskim .
Od 1941 do 1948 trenował piłkę nożną w krakowskiej Wiśle (na pozycji bramkarza), lecz wystąpił tylko w kilku meczach.
W latach 1942–1945 należał do AK (Zgrupowanie „Żelbet”). Używał pseudonimów Charlie i Lechita. Ukończył Szkołę Podchorążych, po czym został dowódcą drużyny i uczestniczył w akcjach dywersyjno-sabotażowych. W sierpniu 1944 został przypadkowo aresztowany (w łapance) i osadzony w obozie Plaszow (do października 1944) (Inne źródła podają, że aresztowanie nastąpiło w sierpniu 1942 ). W 1945 ujawnił się jako żołnierz AK i podjął normalne studia na UJ. Z powodu AK-owskiej przeszłości był wielokrotnie zatrzymywany, a w 1947 aresztowany na krótki czas. W 1948 obronił pracę magisterską Kampania mołdawska Jana III Sobieskiego w roku 1691 (promotorem był prof. Władysław Konopczyński). Od 1947 pracował na UJ jako asystent wolontariusz. W 1950 obronił pracę doktorską Rzeczpospolita wobec wojny północnej 1700–1721 (także pod kierunkiem prof. Konopczyńskiego). W latach 1950–1951 pracował jako starszy asystent na Uniwersytecie Łódzkim. Wyrzucony z uczelni z powodu poglądów politycznych, w 1952 przez kilka miesięcy był nauczycielem w Liceum Ogólnokształcącym w Świnoujściu, a zmuszony do opuszczenia Świnoujścia, podjął pracę kustosza działu morskiego w Muzeum Pomorza Zachodniego, gdzie pracował do 1958 . Wtedy związał się z muzealnictwem morskim.

## Muzeum Morskie
W 1958 Przemysław Smolarek był inicjatorem powstania Towarzystwa Przyjaciół Muzeum Morskiego, wnioskował też o utworzenie muzeum morskiego w Gdańsku. W 1959 Muzeum Techniki Naczelnej Organizacji Technicznej w Warszawie powierzyło mu zadanie zorganizowania takiego muzeum .
W latach 1960–1961 był kierownikiem Oddziału Morskiego Muzeum Pomorskiego, pracując jednocześnie nad przygotowaniem nowej placówki. Muzeum Morskie w Gdańsku powołano 1 stycznia 1962, a Przemysław Smolarek został mianowany jego dyrektorem 15 stycznia tego roku. Na stanowisku tym pozostał do końca życia, rozbudowując Muzeum o nowe działy, rozwijając działania archeologii podmorskiej i prowadząc współpracę międzynarodową .
Zainicjował badania nautologiczne w Zatoce Gdańskiej, co doprowadziło do zlokalizowania około 30 wraków, część z nich okazała się cennymi stanowiskami archeologicznymi (Miedziowiec czy Solen). Pod jego kierownictwem i na skutek jego działań Muzeum Morskie w Gdański (przemianowane w 1972 na Centralne Muzeum Morskie) rozwijało się, tworząc nowe oddziały (Muzeum Latarnictwa w Rozewiu, Muzeum Wisły w Tczewie, Muzeum Rybołówstwa w Helu oraz statki-muzea Dar Pomorza i Sołdek) .
Jako dyrektor Muzeum działał na arenie międzynarodowej. Od 1966 współpracował z Międzynarodowym Stowarzyszeniem Muzeów Transportu (IATM), zaś w latach 1977–1983 był jego prezydentem. W 1973 założył pismo Transport Museums, będące periodykiem IATM. Był jego redaktorem do 1989. Był też członkiem Gdańskiego Towarzystwa Naukowego .
Opublikował 10 książek i wiele artykułów. W 1977, na podstawie publikacji i dokonań uzyskał habilitację na Uniwersytecie Łódzkim .

## Działalność społeczna
W 1980 Przemysław Smolarek był jednym z inicjatorów reaktywacji Ligi Morskiej. W październiku 1981 został wybrany prezesem Zarządu Głównego LM, lecz został usunięty z tego stanowiska przez władze stanu wojennego w marcu 1982. Od 1980 działał w Ogólnopolskim Komitecie Obrony Więzionych za Przekonania. Był współzałożycielem i członkiem zarządu Klubu Myśli Politycznej im. Konstytucji 3 Maja. Był jednym z inicjatorów powołania Związku Miast i Gmin Morskich. Od 1990 był radnym Rady Miejskiej w Gdańsku .

## Nagrody i odznaczenia[1]
- Krzyż Komandorski Orderu Odrodzenia Polski
- Złoty Krzyż Zasługi
- Brązowy Krzyż Zasługi z Mieczami
- Medalem Wojska[3]
- Krzyż Armii Krajowej
- Medal 30-lecia Polski Ludowej[3]
- Odznaka honorowa „Zasłużony Pracownik Morza”
- Odznaka „Za opiekę nad zabytkami”
- Odznaka Honorowa „Zasłużony Ziemi Gdańskiej”

Związek Miast i Gmin Morskich nadaje nagrodę im. Przemysława Smolarka.
W maju 1991 Rada Naukowa Instytutu Sztuki PAN zdecydowała wystąpić o nadanie Przemysławowi Smolarkowi tytułu naukowego profesora nauk humanistycznych, lecz z powodu jego śmierci, nie zdążono przyznać tytułu .